# Cadro
Cadro è un quartiere di 2 678 abitanti del comune svizzero di Lugano, nel Canton Ticino (distretto di Lugano).

## Geografia fisica
Cadro è situato alle falde occidentali del Monte Boglia nella valle del fiume Cassarate che attraversa tutta la città di Lugano.

## Storia
Cadro è citato per la prima volta in epoca longobarda. Prima del 1599, Cadro dipendeva dalla parrocchia di Sonvico. Nel 1911 la ferrovia Lugano-Cadro-Dino rese più facili e rapidi i collegati con il centro della città, rafforzando i legami con Lugano.

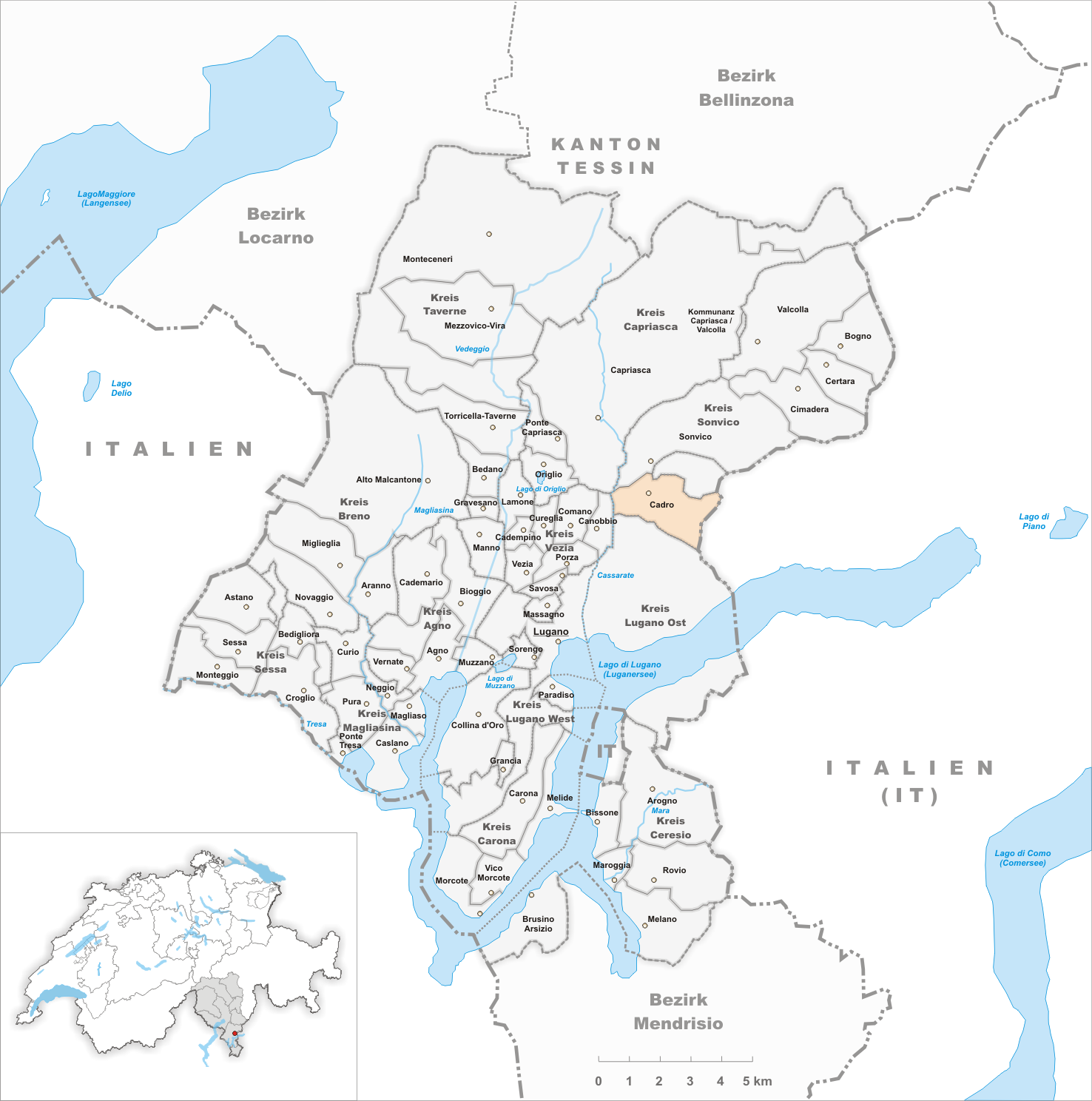
Il territorio del comune di Cadro prima degli accorpamenti comunali del 2013

Già comune autonomo, dal quale nel 1801 furono scorporate le frazioni unite di Davesco-Soragno, divenute anch'esse comune autonomo, e che si estendeva per 4,45 km², il 14 aprile 2013 è stato incorporato a Lugano assieme agli altri comuni soppressi di Bogno, Carona, Certara, Cimadera, Sonvico e Valcolla. L'incorporazione è stata decisa con votazione popolare nel 2012.

## Origini del nome
Il toponimo del quartiere deve la sua origine probabilmente al termine tardo-latino Clartum, che indicava un cancello, un recinto o uno steccato, oppure deriverebbe dal termine quadrivium, con questi sviluppi successivi: Vico Cadelo (735), Cadolo, Càdulo, Chadrum.

## Monumenti e luoghi d'interesse
- Chiesa parrocchiale di Sant'Agata, documentata dal 1366[1], monumento nazionale[4];
- Oratorio di San Rocco, eretto nel 1630[senza fonte].

## Società

### Evoluzione demografica
L'evoluzione demografica è riportata nella seguente tabella:
Abitanti censiti

## Infrastrutture e trasporti
Il quartiere fu servito dalla ferrovia Lugano-Cadro-Dino fino agli anni 70, ad oggi gode di collegamenti tramite bus forniti dalle Autolinee Regionali Luganesi (ARL).

## Amministrazione
Ogni famiglia originaria del luogo fa parte del cosiddetto comune patriziale e ha la responsabilità della manutenzione di ogni bene ricadente all'interno dei confini del quartiere. L'ufficio patriziale, rieletto il 26 aprile 2009, è presieduto da Tiziano Frigerio. Il patriziato Ferré era una vecchia comunanza sciolta con rogito del 2 aprile 1835.

## Sport
A Cadro si tiene il tradizionale torneo di apertura della stagione di skater-hockey. Della durata di quattro giorni, viene organizzato solitamente tra la prima e la seconda settimana di marzo, e vi prendono parte squadre provenienti da tutta la Svizzera.